# Генрік Ларссон
Ге́нрік Е́двард Ла́рссон, MBE (швед. Henrik Edward Larsson; нар. 20 вересня 1971 року в Гельсінборгу, Швеція) — шведський футболіст, нападник, найбільш відомий за виступами в шотландському клубі «Селтік» та іспанській «Барселоні». Основний гравець збірної Швеції у проміжку з 1993 по 2002 і з 2004 по 2006 роки, у її складі бронзовий призер чемпіонату світу 1994. В листопаді 2003 року визнаний найкращим футболістом Швеції за останні 50 років. У 2008 повернувся до збірної, щоб у її складі зіграти на Євро-2008.

## Кар'єра гравця

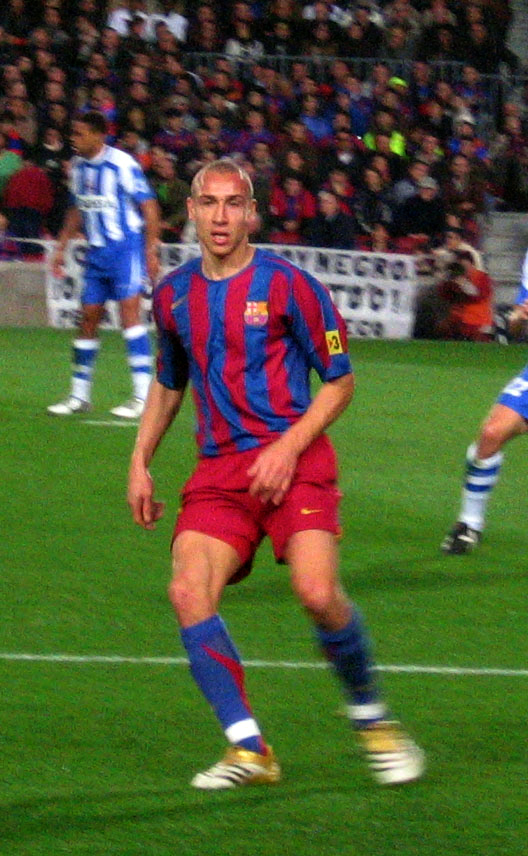
Ларссон у футболці «Барселони».

У футбол Ларссон почав грати з дитинства. Його першим професіональним клубом став «Гельсінгборг», до якого він перейшов у 1992 році. Забивши в першому ж сезоні 10 голів, Ларссон допоміг клубу піднятися до першого дивізіону. Забивши в наступному році 16 м'ячів, 22-річний Генрік став третім снайпером чемпіонату Швеції. Цей показник не пройшов повз увагу тренерів збірної, у якій він дебютував у жовтні 1993-го в матчі проти Фінляндії. Дебют нападник також відзначив голом.
Провівши чотири не дуже вдалих роки в Голландії у складі роттердамського «Феєноорда», де йому вдалося виграти лише Кубок, Ларссон вирушив до «Селтіка», виступи за який стали доленосними в його кар'єрі. 241 гол у 315 матчах загалом у всіх турнірах. Цей результат, якого він досягнув за сім років у «Селтіку», став третім за всю історію клубу. Більше за нього забили лише легендарні Джиммі Макґрорі (470 голів) та Боббі Леннокс (273). Ларссону не змогла завадити навіть тяжка травма, отримана в матчі другого раунду Кубка УЄФА 1999/00 проти «Ліона», через яку він пропустив більшу частину сезону.
Після невдалого для шведів чемпіонату світу 2002, Ларссон вирішив піти зі збірної, але вже до Євро-2004 повернувся у стрій. Одна з шведських газет зібрала близько 110 тисяч підписів уболівальників для того, щоб Ларссон повернувся до збірної, причому серед підписантів були прем'єр-міністр країни і тодішній президент УЄФА Леннарт Юханссон, який особисто попросив Генріка змінити своє рішення.
У 2006 році став переможцем Ліги Чемпіонів у складі «Барселони». В фіналі віддав дві результативні передачі. Після двох років виступів за каталонський суперклуб, Генрік Ларссон вирішив повернутися на Батьківщину в рідний для себе «Гельсінгборг», відмовившись продовжити контракт з «Барселоною» через замалу кількість ігрової практики. Вболівальники «Барселони» вважають Генріка великим гравцем команди, і вдостоїли його честі персонального скандування під час футбольних матчів, чим можуть похвалитися лише декілька гравців теперішнього складу.
У проміжку з 1 січня по 12 березня 2007 року виступав за «Манчестер Юнайтед» на умовах оренди. Манкуніанцям був потрібний забивний форвард, а для Ларссона це була можливість підтримати форму протягом шведського міжсезоння. Також він був дозаявлений «МЮ» на матчі вирішального етапу Ліги чемпіонів.
До Євро-2008 Ларссон, який ще після ЧС-2006 обіцяв залишити національну збірну, все ж повернувся до команди. Але це не допомогло шведам. У вирішальному матчі за вихід з групи D «тре крунур» зазнали першої поразки від Росії з рахунком 0:2.
У вересні 2008 року в матчі відбіркового циклу Чемпіонату світу 2010 проти Албанії Ларссон довів лік своїх матчів за збірну Швеції до 100.
Останній матч за збірну зіграв 6 червня 2009 року в Стокгольмі проти збірної Данії.

## Тренерська діяльність
У грудні 2009 року став головним тренером команди «Ландскруна», яка виступає у другій за ієрархією лізі Швеції, Супереттані.
Протягом тренерської кар'єри також очолював команду клубу «Фалькенбергс ФФ», а також входив до тренерського штабу клубу «Огаборг».
Наразі останнім місцем тренерської роботи був клуб «Гельсінгборг», головним тренером команди якого Генрік Ларссон був з 2015 по 2016 рік.

## Приватне життя
Батько Генріка — уродженець Кабо-Верде, острівної держави, розташованої за 620 кілометрів від західного узбережжя Африки.
Одружений. Має сина Джордана, якого назвав на честь зірки американського баскетболу і який теж став професійним футболістом, та дочку Яніну.

## Досягнення
В листопаді 2003 року Шведський футбольний союз у межах святкування 50-річчя УЄФА оголосив Ларссона найкращим футболістом Швеції за останні 50 років. У 2005 році Генрік отримав почесний вчений ступінь від Університету Стретклайд (Глазго), у знак визнання його футбольних заслуг та благодійності. В травні 2006 року британський консул у Барселоні від імені королеви Єлизавети II нагородив Ларссона званням кавалера Ордену Британської імперії за внесок у британський футбол.

### Клубні трофеї
- Володар Кубка Нідерландів (2): 1993/94, 1994/95
- Чемпіон Шотландії (4): 1997/98, 2000/01, 2001/02, 2003/04
- Володар Кубка шотландської ліги (2): 1997/98, 2000/01
- Володар Кубка Шотландії (2): 2000/01, 2003/04
- Фіналіст Кубка УЄФА: 2002/03
- Чемпіон Іспанії (2): 2004/05, 2005/06
- Володар Суперкубка Іспанії: 2005
- Переможець Ліги Чемпіонів: 2005/06
- Володар Кубка Швеції: 2006
- Чемпіон Англії: 2006/07

### Трофеї у збірній
- Швеція
  - Бронзовий призер Чемпіонату світу: 1994

### Особисті нагороди
- Володар «Золотого бутса»: 2001
- Футболіст року в Швеції (2): 1998, 2004
- Гравець року за версією футболістів Шотландської асоціації професіональних футболістів (2): 1999, 2001
- Гравець року за версією Шотландської асоціації футбольних журналістів (2): 1999, 2001
- Визнаний найкращим футболістом Швеції за останні 50 років: 2003
- Визнаний найкращим футболістом Швеції усіх часів: 2005
- Найкращий бомбардир чемпіонату Шотландії (5): 1998/99, 2000/01, 2001/02, 2002/03, 2003/04

## Статистика

### Статистика клубних виступів
| Сезон                    | Команда                  | Чемпіонат                | Чемпіонат | Чемпіонат | Національний кубок | Національний кубок | Національний кубок | Єврокубки | Єврокубки | Єврокубки | Усього | Усього |
| Сезон                    | Команда                  | Ліга                     | Ігор      | Голів     | Ліга               | Ігор               | Голів              | Ліга      | Ігор      | Голів     | Ігор   | Голів  |
| ------------------------ | ------------------------ | ------------------------ | --------- | --------- | ------------------ | ------------------ | ------------------ | --------- | --------- | --------- | ------ | ------ |
| 1989                     | «Хегаборг»               | Д-4                      | 21        | 1         | -                  | -                  | -                  | -         | -         | -         | 21     | 1      |
| 1990                     | «Хегаборг»               | Д-4                      | 21        | 7         | -                  | -                  | -                  | -         | -         | -         | 21     | 7      |
| 1991                     | «Хегаборг»               | Д-4                      | 22        | 15        | -                  | -                  | -                  | -         | -         | -         | 22     | 15     |
| Усього за «Хегаборг»     | Усього за «Хегаборг»     | Усього за «Хегаборг»     | 64        | 23        |                    |                    |                    |           |           |           | 64     | 23     |
| 1992                     | «Гельсінгборг»           | Д-2                      | 31        | 34        | -                  | -                  | -                  | -         | -         | -         | 31     | 34     |
| 1993                     | «Гельсінгборг»           | Д-1                      | 25        | 16        | КШ                 | 5                  | 1                  | -         | -         | -         | 30     | 17     |
| 1993–94                  | «Феєнорд»                | Д-1                      | 15        | 1         | КН                 | 12                 | 5                  | -         | -         | -         | 27     | 6      |
| 1994–95                  | «Феєнорд»                | Д-1                      | 23        | 8         | КН                 | 9                  | 1                  | КВК       | 6         | 7         | 38     | 16     |
| 1995–96                  | «Феєнорд»                | Д-1                      | 32        | 10        | КН                 | 4                  | 1                  | КВК       | 7         | 1         | 43     | 12     |
| 1996–97                  | «Феєнорд»                | Д-1                      | 31        | 7         | КН                 | 4                  | 0                  | КУ        | 6         | 1         | 41     | 8      |
| Усього за «Феєнорд»      | Усього за «Феєнорд»      | Усього за «Феєнорд»      | 101       | 26        |                    | 29                 | 7                  |           | 19        | 9         | 149    | 42     |
| 1997–98                  | «Селтік»                 | Д-1                      | 35        | 16        | КШ+КЛ              | 4+5                | 0+3                | КУ        | 2         | 0         | 46     | 19     |
| 1998–99                  | «Селтік»                 | Д-1                      | 35        | 29        | КШ+КЛ              | 5+0                | 5+0                | ЛЧ+КУ     | 4+4       | 1+3       | 48     | 38     |
| 1999–00                  | «Селтік»                 | Д-1                      | 9         | 7         | КШ+КЛ              | 0+0                | 0+0                | КУ        | 4         | 5         | 13     | 12     |
| 2000–01                  | «Селтік»                 | Д-1                      | 37        | 35        | КШ+КЛ              | 6+2                | 9+5                | КУ        | 5         | 4         | 50     | 53     |
| 2001–02                  | «Селтік»                 | Д-1                      | 33        | 29        | КШ+КЛ              | 3+1                | 2+0                | ЛЧ+КУ     | 8+2       | 3+1       | 47     | 35     |
| 2002–03                  | «Селтік»                 | Д-1                      | 35        | 28        | КШ+КЛ              | 2+2                | 2+2                | ЛЧ+КУ     | 2+10      | 1+11      | 51     | 44     |
| 2003–04                  | «Селтік»                 | Д-1                      | 37        | 30        | КШ+КЛ              | 5+1                | 5+0                | ЛЧ+КУ     | 9+6       | 3+2       | 58     | 40     |
| Усього за «Селтік»       | Усього за «Селтік»       | Усього за «Селтік»       | 221       | 174       |                    | 25                 | 33                 |           | 56        | 34        | 313    | 241    |
| 2004–05                  | «Барселона»              | Д-1                      | 12        | 3         | КІ                 | 0                  | 0                  | ЛЧ        | 4         | 1         | 16     | 4      |
| 2005–06                  | «Барселона»              | Д-1                      | 28        | 10        | КІ                 | 4                  | 4                  | ЛЧ        | 10        | 1         | 42     | 15     |
| Усього за «Барселону»    | Усього за «Барселону»    | Усього за «Барселону»    | 40        | 13        |                    | 4                  | 4                  |           | 14        | 2         | 58     | 19     |
| 2006                     | «Гельсінгборг»           | Д-1                      | 15        | 8         | КШ                 | 5                  | 4                  | -         | -         | -         | 20     | 12     |
| 2006–07                  | «Манчестер Юнайтед»      | Д-1                      | 7         | 1         | КА+КЛ              | 4+0                | 1+0                | ЛЧ        | 2         | 1         | 14     | 2      |
| 2007                     | «Гельсінгборг»           | Д-1                      | 22        | 9         | КШ                 | 1                  | 0                  | КУ        | 11        | 9         | 32     | 18     |
| 2008                     | «Гельсінгборг»           | Д-1                      | 27        | 15        | КШ                 | 1                  | 0                  | -         | -         | -         | 30     | 14     |
| 2009                     | «Гельсінгборг»           | Д-1                      | 20        | 7         | КШ                 | 1                  | 0                  | ЛЄ        | 4         | 3         | 25     | 10     |
| Усього за «Гельсінгборг» | Усього за «Гельсінгборг» | Усього за «Гельсінгборг» | 140       | 89        |                    | 8                  | 1                  |           | 15        | 12        | 168    | 105    |
| Усього за кар'єру        | Усього за кар'єру        | Усього за кар'єру        | 573       | 325       |                    | 8                  | 1                  |           | 108       | 59        | 765    | 432    |

### Статистика виступів за збірну
| Дата       | Місто       | Господарі          | Результат             | Гості              | Турнір                     | Голи | Примітки |
| ---------- | ----------- | ------------------ | --------------------- | ------------------ | -------------------------- | ---- | -------- |
| 13-10-1993 | Стокгольм   | Швеція             | 3 – 2                 | Фінляндія          | Відбір до ЧС 1994          | 1    |          |
| 10-11-1993 | Відень      | Австрія            | 1 – 1                 | Швеція             | Відбір до ЧС 1994          | -    |          |
| 18-2-1994  | Маямі       | Колумбія           | 0 – 0                 | Швеція             | Кубок Джо Роббі            | -    |          |
| 20-2-1994  | Маямі       | США                | 1 – 3                 | Швеція             | Кубок Джо Роббі            | 1    |          |
| 20-4-1994  | Рексем      | Уельс              | 0 – 2                 | Швеція             | товариський матч           | 1    |          |
| 4-5-1994   | Стокгольм   | Швеція             | 3 – 1                 | Нігерія            | товариський матч           | 1    |          |
| 26-5-1994  | Копенгаген  | Данія              | 1 – 0                 | Швеція             | товариський матч           | -    |          |
| 19-6-1994  | Пасадена    | Камерун            | 2 – 2                 | Швеція             | ЧС 1994 - 1-й етап         | -    |          |
| 24-6-1994  | Детройт     | Росія              | 1 – 3                 | Швеція             | ЧС 1994 - 1-й етап         | -    |          |
| 28-6-1994  | Детройт     | Бразилія           | 1 – 1                 | Швеція             | ЧС 1994 - 1-й етап         | -    |          |
| 10-7-1994  | Пало-Альто  | Румунія            | 2 – 2 д.ч. (4-5 п.п.) | Швеція             | ЧС 1994 - чвертьфінал      | -    |          |
| 16-7-1994  | Пасадена    | Болгарія           | 0 – 4                 | Швеція             | ЧС 1994 - Фінал 3º posto   | 1    |          |
| 17-8-1994  | Еребру      | Литва              | 2 – 4                 | Швеція             | товариський матч           | 1    |          |
| 7-9-1994   | Рейк'явік   | Ісландія           | 0 – 1                 | Швеція             | Відбір до ЧЄ 1996          | -    |          |
| 12-10-1994 | Берн        | Швейцарія          | 4 – 2                 | Швеція             | Відбір до ЧЄ 1996          | -    |          |
| 16-11-1994 | Стокгольм   | Швеція             | 2 – 0                 | Угорщина           | Відбір до ЧЄ 1996          | -    |          |
| 29-3-1995  | Стамбул     | Туреччина          | 2 – 1                 | Швеція             | Відбір до ЧЄ 1996          | -    |          |
| 1-6-1995   | Стокгольм   | Швеція             | 1 – 1                 | Ісландія           | Відбір до ЧЄ 1996          | -    |          |
| 4-6-1995   | Бірмінгем   | Бразилія           | 1 – 0                 | Швеція             | Кубок «Umbro»              | -    |          |
| 8-6-1995   | Лідс        | Англія             | 3 – 3                 | Швеція             | Кубок «Umbro»              | -    |          |
| 10-6-1995  | Ноттінгем   | Японія             | 2 – 2                 | Швеція             | Кубок «Umbro»              | -    |          |
| 6-9-1995   | Гетеборг    | Швеція             | 0 – 0                 | Швейцарія          | Відбір до ЧЄ 1996          | -    |          |
| 24-4-1996  | Белфаст     | Північна Ірландія  | 1 – 2                 | Швеція             | товариський матч           | -    |          |
| 9-5-1996   | Гельсінборг | Швеція             | 2 – 1                 | Словаччина         | товариський матч           | -    |          |
| 1-6-1996   | Стокгольм   | Швеція             | 5 – 1                 | Білорусь           | Відбір до ЧС 1998          | 1    |          |
| 14-8-1996  | Гетеборг    | Швеція             | 0 – 1                 | Данія              | товариський матч           | -    |          |
| 9-10-1996  | Стокгольм   | Швеція             | 0 – 1                 | Австрія            | Відбір до ЧС 1998          | -    |          |
| 10-11-1996 | Глазго      | Шотландія          | 1 – 0                 | Швеція             | Відбір до ЧС 1998          | -    |          |
| 2-4-1997   | Париж       | Франція            | 1 – 0                 | Швеція             | товариський матч           | -    |          |
| 11-10-1997 | Стокгольм   | Швеція             | 1 – 0                 | Естонія            | Відбір до ЧС 1998          | -    |          |
| 25-3-1998  | Віго        | Іспанія            | 4 – 0                 | Швеція             | товариський матч           | -    |          |
| 22-4-1998  | Стокгольм   | Швеція             | 0 – 0                 | Франція            | товариський матч           | -    |          |
| 28-5-1998  | Мальме      | Швеція             | 3 – 0                 | Данія              | товариський матч           | -    |          |
| 2-6-1998   | Гетеборг    | Швеція             | 1 – 0                 | Італія             | товариський матч           | -    |          |
| 19-8-1998  | Еребру      | Швеція             | 1 – 0                 | Росія              | товариський матч           | -    |          |
| 5-9-1998   | Стокгольм   | Швеція             | 2 – 1                 | Англія             | Відбір до ЧЄ 2000          | -    |          |
| 14-10-1998 | Бургас      | Болгарія           | 0 – 1                 | Швеція             | Відбір до ЧЄ 2000          | 1    |          |
| 10-2-1999  | Туніс       | Туніс              | 0 – 1                 | Швеція             | товариський матч           | -    |          |
| 27-3-1999  | Гетеборг    | Швеція             | 2 – 0                 | Люксембург         | Відбір до ЧЄ 2000          | 1    |          |
| 31-3-1999  | Хожув       | Польща             | 0 – 1                 | Швеція             | Відбір до ЧЄ 2000          | -    |          |
| 28-4-1999  | Дублін      | Ірландія           | 2 – 0                 | Швеція             | товариський матч           | -    |          |
| 5-6-1999   | Лондон      | Англія             | 0 – 0                 | Швеція             | Відбір до ЧЄ 2000          | -    |          |
| 18-8-1999  | Мальме      | Швеція             | 0 – 0                 | Австрія            | товариський матч           | -    |          |
| 4-9-1999   | Стокгольм   | Швеція             | 1 – 0                 | Болгарія           | Відбір до ЧЄ 2000          | -    |          |
| 8-9-1999   | Люксембург  | Люксембург         | 0 – 1                 | Швеція             | Відбір до ЧЄ 2000          | -    |          |
| 9-10-1999  | Стокгольм   | Швеція             | 2 – 0                 | Польща             | Відбір до ЧЄ 2000          | 1    |          |
| 3-6-2000   | Гетеборг    | Швеція             | 1 – 1                 | Іспанія            | товариський матч           | -    |          |
| 10-6-2000  | Брюссель    | Бельгія            | 2 – 1                 | Швеція             | ЧЄ 2000 - 1-й етап         | -    |          |
| 15-6-2000  | Ейндговен   | Швеція             | 0 – 0                 | Туреччина          | ЧЄ 2000 - 1-й етап         | -    |          |
| 19-6-2000  | Ейндговен   | Італія             | 2 – 1                 | Швеція             | ЧЄ 2000 - 1-й етап         | 1    |          |
| 16-8-2000  | Рейк'явік   | Ісландія           | 2 – 1                 | Швеція             | Чемпіонат Північної Європи | -    |          |
| 2-9-2000   | Баку        | Азербайджан        | 0 – 1                 | Швеція             | Відбір до ЧС 2002          | -    |          |
| 7-10-2000  | Гетеборг    | Швеція             | 1 – 1                 | Туреччина          | Відбір до ЧС 2002          | 1    |          |
| 11-10-2000 | Братислава  | Словаччина         | 0 – 0                 | Швеція             | Відбір до ЧС 2002          | -    |          |
| 28-2-2001  | Аттард      | Мальта             | 0 – 3                 | Швеція             | товариський матч           | 1    |          |
| 24-3-2001  | Гетеборг    | Швеція             | 1 – 0                 | Північна Македонія | Відбір до ЧС 2002          | -    |          |
| 28-3-2001  | Кишинів     | Молдова            | 0 – 2                 | Швеція             | Відбір до ЧС 2002          | -    |          |
| 25-4-2001  | Женева      | Швейцарія          | 0 – 2                 | Швеція             | товариський матч           | -    |          |
| 2-6-2001   | Стокгольм   | Швеція             | 2 – 0                 | Словаччина         | Відбір до ЧС 2002          | -    |          |
| 6-6-2001   | Гетеборг    | Швеція             | 6 – 0                 | Молдова            | Відбір до ЧС 2002          | 4    |          |
| 15-8-2001  | Стокгольм   | Швеція             | 3 – 0                 | ПАР                | товариський матч           | 1    |          |
| 1-9-2001   | Скоп'є      | Північна Македонія | 1 – 2                 | Швеція             | Відбір до ЧС 2002          | 1    |          |
| 5-9-2001   | Стамбул     | Туреччина          | 1 – 2                 | Швеція             | Відбір до ЧС 2002          | 1    |          |
| 7-10-2001  | Стокгольм   | Швеція             | 3 – 0                 | Азербайджан        | Відбір до ЧС 2002          | 1    |          |
| 27-3-2002  | Мальме      | Швеція             | 1 – 1                 | Швейцарія          | товариський матч           | -    |          |
| 17-4-2002  | Осло        | Норвегія           | 0 – 0                 | Швеція             | товариський матч           | -    |          |
| 17-5-2002  | Стокгольм   | Швеція             | 1 – 2                 | Парагвай           | товариський матч           | -    |          |
| 25-5-2002  | Токіо       | Японія             | 1 – 1                 | Швеція             | товариський матч           | -    |          |
| 2-6-2002   | Сайтама     | Англія             | 1 – 1                 | Швеція             | ЧС 2002 - 1-й етап         | -    |          |
| 7-6-2002   | Кобе        | Нігерія            | 1 – 2                 | Швеція             | ЧС 2002 - 1-й етап         | 2    |          |
| 12-6-2002  | Повіт Міяґі | Аргентина          | 1 – 1                 | Швеція             | ЧС 2002 - 1-й етап         | -    |          |
| 16-6-2002  | Ойта        | Сенегал            | 2 – 1                 | Швеція             | ЧС 2002 - 1/8 фіналу       | 1    |          |
| 2-4-2003   | Будапешт    | Угорщина           | 1 – 2                 | Швеція             | Відбір до ЧЄ 2004          | -    |          |
| 5-6-2004   | Стокгольм   | Швеція             | 3 – 1                 | Польща             | товариський матч           | 1    |          |
| 14-6-2004  | Лісабон     | Болгарія           | 0 – 5                 | Швеція             | ЧЄ 2004 - 1-й етап         | 2    |          |
| 18-6-2004  | Порту       | Італія             | 1 – 1                 | Швеція             | ЧЄ 2004 - 1-й етап         | -    |          |
| 22-6-2004  | Порту       | Данія              | 2 – 2                 | Швеція             | ЧЄ 2004 - 1-й етап         | 1    |          |
| 26-6-2004  | Фару        | Нідерланди         | 0 – 0 д.ч. (4-5 п.п.) | Швеція             | ЧЄ 2004 - чвертьфінал      | -    |          |
| 4-9-2004   | Аттард      | Мальта             | 0 – 7                 | Швеція             | Відбір до ЧС 2006          | 1    |          |
| 8-9-2004   | Гетеборг    | Швеція             | 0 – 1                 | Хорватія           | Відбір до ЧС 2006          | -    |          |
| 9-10-2004  | Стокгольм   | Швеція             | 3 – 0                 | Угорщина           | Відбір до ЧС 2006          | 1    |          |
| 13-10-2004 | Рейк'явік   | Ісландія           | 1 – 4                 | Швеція             | Відбір до ЧС 2006          | 2    |          |
| 17-8-2005  | Гетеборг    | Швеція             | 2 – 1                 | Чехія              | товариський матч           | 1    |          |
| 3-9-2005   | Стокгольм   | Швеція             | 3 – 0                 | Болгарія           | Відбір до ЧС 2006          | -    |          |
| 7-9-2005   | Будапешт    | Угорщина           | 0 – 1                 | Швеція             | Відбір до ЧС 2006          | -    |          |
| 8-10-2005  | Загреб      | Хорватія           | 1 – 0                 | Швеція             | Відбір до ЧС 2006          | -    |          |
| 12-10-2005 | Стокгольм   | Швеція             | 3 – 1                 | Ісландія           | Відбір до ЧС 2006          | 1    |          |
| 1-3-2006   | Дублін      | Ірландія           | 3 – 0                 | Швеція             | товариський матч           | -    |          |
| 2-6-2006   | Стокгольм   | Швеція             | 1 – 1                 | Чилі               | товариський матч           | 1    |          |
| 10-6-2006  | Дортмунд    | Тринідад і Тобаго  | 0 – 0                 | Швеція             | ЧС 2006 - 1-й етап         | -    |          |
| 15-6-2006  | Берлін      | Парагвай           | 0 – 1                 | Швеція             | ЧС 2006 - 1-й етап         | -    |          |
| 20-6-2006  | Кельн       | Швеція             | 2 – 2                 | Англія             | ЧС 2006 - 1-й етап         | 1    |          |
| 24-6-2006  | Мюнхен      | Німеччина          | 2 – 0                 | Швеція             | ЧС 2006 - 1/8 фіналу       | -    |          |
| 26-5-2008  | Гетеборг    | Швеція             | 1 – 0                 | Словенія           | товариський матч           | -    |          |
| 1-6-2008   | Стокгольм   | Швеція             | 0 – 1                 | Україна            | товариський матч           | -    |          |
| 10-6-2008  | Зальцбург   | Греція             | 0 – 2                 | Швеція             | ЧЄ 2008 - 1-й етап         | -    |          |
| 14-6-2008  | Інсбрук     | Іспанія            | 2 – 1                 | Швеція             | ЧЄ 2008 - 1-й етап         | -    |          |
| 18-6-2008  | Інсбрук     | Росія              | 2 – 0                 | Швеція             | ЧЄ 2008 - 1-й етап         | -    |          |
| 20-8-2008  | Гетеборг    | Швеція             | 2 – 3                 | Франція            | Міжнародний турнір         | 1    |          |
| 6-9-2008   | Тирана      | Албанія            | 0 – 0                 | Швеція             | Відбір до ЧС 2010          | -    |          |
| 10-9-2008  | Стокгольм   | Швеція             | 2 – 1                 | Угорщина           | Відбір до ЧС 2010          | -    |          |
| 19-11-2008 | Амстердам   | Нідерланди         | 3 – 1                 | Швеція             | товариський матч           | -    |          |
| 28-3-2009  | Порту       | Португалія         | 0 – 0                 | Швеція             | Відбір до ЧС 2010          | -    |          |
| 1-4-2009   | Белград     | Сербія             | 2 – 0                 | Швеція             | товариський матч           | -    |          |
| 6-6-2009   | Стокгольм   | Швеція             | 0 – 1                 | Данія              | Відбір до ЧС 2010          | -    |          |
| 10-10-2009 | Копенгаген  | Данія              | 1 – 0                 | Швеція             | Відбір до ЧС 2010          | -    |          |
| Усього     |             | Матчів (9 місце)   | 106                   |                    | Голів (4 місце)            | 37   |          |

## Виноски
1. ↑  Останній матч Ларссона за збірну. Архів оригіналу за 8 квітня 2020. Процитовано 16 листопада 2010.
2. ↑  Ларссон розпочав тренерську кар'єру. Архів оригіналу за 18 січня 2010. Процитовано 16 листопада 2010.